# Kenneth Egan
Kenneth "Kenny" Egan född 7 januari 1982 i Dublin, Irland, är en irländsk amatörboxare som mest är känd för det att han vann silvermedalj i de olympiska sommarspelen 2008 i Peking, Kina.

## Karriär
Egan är närvarande i Neilstown Boxing Club som är baserat i Dublin. Han slåss i 81 kg-klassen som är mer allmänt i lättungviktsklassen. Egan vann nationella VM 2005-2007. När Egan deltog i VM i amatörboxning 2006, förlorade han i semifinalen mot ryssen Artur Beterbiyev.

## Meriter

### Olympiska meriter

#### Olympiska sommarspelen 2008
- Huvudartikel: Boxning vid olympiska sommarspelen 2008

| Tävlande     | Viktklass     | Sextondelsfinal             | Åttondelsfinal               | Kvartsfinal                  | Semifinal                  | Final                       |  |
| Tävlande     | Viktklass     | Motståndare Resultat        | Motståndare Resultat         | Motståndare Resultat         | Motståndare Resultat       | Motståndare Resultat        |  |
| ------------ | ------------- | --------------------------- | ---------------------------- | ---------------------------- | -------------------------- | --------------------------- |  |
| Kenneth Egan | Lätt tungvikt | Julius Jackson (ISV) W 22-2 | Bahram Muzaffer (TUR) W 10-2 | Washington Silva (BRA) W 8-0 | Tony Jeffries (GER) W 10-3 | Zhang Xiaoping (CHN) L 11-7 |  |